# Robert Čásenský
Robert Čásenský (* 8. března 1974), je český novinář a komentátor, šéfredaktor serveru Seznam Zprávy a majitel reportážně-investigativního magazínu Reportér. V letech 2006–2013 byl šéfredaktorem deníku Mladá fronta DNES, v roce 2013 odešel z mediální skupiny MAFRA poté, co ji koupila společnost Agrofert Andreje Babiše a založil magazín Reportér. Do roku 2025 byl i jeho šéfredaktorem. V roce 2009 patřil mezi hlavní iniciátory novinářských protestů proti tzv. náhubkovému zákonu. Je spoluzakladatelem české pobočky Mezinárodního tiskového institutu, která vznikla v roce 2018.

## Život

### Studium
Vystudoval sociologii na Filozofické fakultě Univerzity Karlovy v Praze (diplomová práce na téma „Vztah médií a politiky očima sociologie“).

### Kariéra
Během studia začal v roce 1993 pracovat nejprve na částečný a pak na plný úvazek jako redaktor Českého deníku. V roce 1994 pracoval jako vedoucí domácího zpravodajství v Denním Telegrafu. Z něj odešel spolu s dalšími novináři poté, co byl šéfredaktor listu odvolán na základě nespokojenosti výkonné rady ODS s politickou orientací listu. Z případu odvolání šéfredaktora na základě politického tlaku se stal skandál, o němž rozsáhle informovala i zahraniční média (Frankfurter Allgemeine Zeitung, Die Presse) a případ byl zmíněn také ve zprávě výboru Kongresu USA o stavu lidských práv za rok 1994.
Spolu s Pavlem Šafrem založil v roce 1995 poradenskou PR agenturu Penguin a do roku 1998 byl jejím společníkem a jednatelem.
V letech 1998–2000 byl zástupcem šéfredaktora Lidových novin, 1. ledna 2001 nastoupil na stejnou pozici do deníku MF DNES. Po odchodu Pavla Šafra se 6. února 2006 stal jeho šéfredaktorem. V době jeho působení ve funkci přinesla MF DNES sérii investigativních odhalení týkajících se nejvyšších pater české politiky. Šlo například o podrobnosti z policejního spisu Krakatice sledující aktivity kmotra českého podsvětí Františka Mrázka, které se dotýkaly tehdejšího místopředsedy vládní Občanské demokratické strany Ivana Langera, o pochybnosti kolem čistoty nákupu zakázek pro českou armádu, odhalení plánu Víta Bárty propojujícího jeho byznys s politikou nebo odposlechy pražského primátora Pavla Béma a podnikatele Romana Janouška dokazujících jejich nadstandardní spolupráci.
7. listopadu 2013 oznámil svůj odchod z funkce šéfredaktora MF DNES. Stalo se tak poté, co v červnu 2013 koupil podnikatel Andrej Babiš mediální skupinu MAFRA, která deník MF DNES vlastní. V prohlášení uvedl, že svůj krok zvažoval „již delší dobu a od konce června o něm hovořil s bývalým i současným majitelem vydavatelství“. Na uvolněné místo vydavatel jmenoval od 1. ledna 2014 Sabinu Slonkovou.
„Nechtěl jsem dělat noviny pro žádného oligarchu. Druhý den ráno potom, co jsme byli prodáni, jsem se s majitelem domluvil. Myslel jsem, že by mě to nebavilo, a to si myslím i po roce“ uvedl Čásenský v září 2014. Po svém odchodu začal připravovat start nového média – reportážně-investigativního magazínu Reportér, jehož první číslo vyšlo 15. září 2014. Čásenský je prostřednictvím Reportér magazín s. r. o. jediným vlastníkem magazínu a propojeného webu.
V lednu 2025 se stal šéfredaktorem zpravodajského serveru Seznam Zprávy. Dál zůstal dvou třetinovým majitelem magazínu Reportér, zbývající třetinu od něj koupila společnost Seznam.cz média, a.s., mediální divize firmy Seznam.cz. Na pozici šéfredaktora magazínu Reportér jmenoval svého dlouholetého spolupracovníka Michala Musila. 

### Další aktivity
V roce 2009 patřil mezi hlavní iniciátory novinářských protestů proti tzv. náhubkovému zákonu. Jméno Roberta Čásenského nechybělo mezi šéfredaktory českých novin, časopisů, televizí a zpravodajských serverů, kteří zaslali v květnu 2009 otevřený dopis předsedovi vlády Janu Fischerovi. V něm navrhli novelizaci zákona nebo podporu iniciativy zákonodárců, která by zákon změnila. Zákon byl nakonec skutečně novelizován.